# Orde (vegetatiekunde)
In de vegetatiekunde is een orde (Latijn: ordo) de op een na hoogste (formele) syntaxonomische rang, onder de klasse, of een syntaxon in die rang.
Wetenschappelijke namen van plantengemeenschappen van het niveau orde zijn herkenbaar aan de uitgang -etalia (bijvoorbeeld de Alnetalia of de orde van elzenbroekbossen).
De volgende orden worden verder in detail beschreven:
| Nederlandse naam                                      | Wetenschappelijke naam                 |
| ----------------------------------------------------- | -------------------------------------- |
| orde van berkenbroekbossen                            | Vaccinio-Betuletalia pubescentis       |
| buntgras-orde                                         | Corynephoretalia                       |
| dophei-orde                                           | Ericetalia tetralicis                  |
| dwergbiezen-orde                                      | Nanocyperetalia                        |
| orde van elzenbroekbossen                             | Alnetalia glutinosae                   |
| orde van eiken- en beukenbossen op voedselarme grond  | Quercetalia roboris                    |
| orde van eiken- en beukenbossen op voedselrijke grond | Fagetalia sylvaticae                   |
| fakkelgras-orde                                       | Cladonio-Koelerietalia                 |
| orde van gewoon landkaartmos                          | Rhizocarpetalia geographici            |
| glanshaver-orde                                       | Arrhenatheretalia                      |
| orde van heischrale graslanden                        | Nardetalia                             |
| hoogveenmos-orde                                      | Sphagnetalia magellanici               |
| orde van kalkgraslanden                               | Brometalia erecti                      |
| orde van kapvlaktegemeenschappen                      | Epilobietalia angustifolii             |
| kruipwilg-orde                                        | Salicetalia arenariae                  |
| kweldergras-orde                                      | Glauco-Puccinellietalia                |
| laurisilva                                            | Pruno hixae-Lauretalia novocanariensis |
| moerasspirea-orde                                     | Filipenduletalia                       |
| muurleeuwenbek-orde                                   | Tortulo-Cymbalarietalia                |
| orde van naaldbossen                                  | Vaccinio-Piceetalia                    |
| orde van nitrofiele zomen                             | Glechometalia                          |
| pijpenstrootje-orde                                   | Molinietalia                           |
| sleedoorn-orde                                        | Prunetalia spinosae                    |
| smaragdsteeltjes-orde                                 | Barbuletalia                           |
| struikhei-orde                                        | Calluno-Ulicetalia                     |
| struisgras-orde                                       | Trifolio-Festucetalia ovinae           |
| tandzaad-orde                                         | Bidentetalia                           |
| orde van wilgenbroekstruwelen                         | Salicetalia auritae                    |
| orde van wilgenvloedbossen en -struwelen              | Salicetalia                            |